# Champagne-et-Fontaine
Champagne-et-Fontaine is een gemeente in het Franse departement Dordogne (regio Nouvelle-Aquitaine) en telt 425 inwoners (2004). De plaats maakt deel uit van het arrondissement Périgueux.
Champagne-et-Fontaine is de geboorteplaats van Filips I van Frankrijk

## Geografie
De oppervlakte van Champagne-et-Fontaine bedraagt 24,4 km², de bevolkingsdichtheid is 17,4 inwoners per km².
De onderstaande kaart toont de ligging van Champagne-et-Fontaine met de belangrijkste infrastructuur en aangrenzende gemeenten.

## Demografie
Onderstaande figuur toont het verloop van het inwonertal (bron: INSEE-tellingen).